# Zaknoun
Zaknoune est un village kabyle de la commune algérienne d'Ouacif dans la wilaya de Tizi-Ouzou en Algérie.

## Quartiers du village
Zaknoune est le village le plus peuplé de la commune nath wassif. Il est formé des quartiers suivants: Takaroucht, medrah et ait medjeber (baada) et Zaknoun. Le principal quartier (Zaknoune) comprend plusieurs divisions (adhrum) comme Aït-Abdelkrim, AÏt-Abdallah, Ath Makhlouf sans oublier les AÏt-Bourkhass.
Le village est délimité par le village Tikichourt (nord), le ruisseau Asif at-ali (est), le village Ait-Sidi-Atmane (sud) et le chef-lieu de la commune (Larbaa) et Thiroual (ouest).

## Histoire
Le village Zaknoune comptait déjà 1200 habitants en 1868.
Un historien français Émile Masqueray au XIXe siècle a rapporté un récit relatant des rapports conflictuels avec le village voisin des Aït Ali, ce qui était fréquent en Kabylie à l'époque.
Zaknoune appartient au territoire de tribu délimité par arrêté du 3 juillet 1900 et nommé Bouakkache.
Les centres municipaux de Zaknoune et de Tiroual sont créés sur son territoire par décret du 5 novembre 1945 et celui de Tiguemounine l'est par décret du 26 juillet 1946. Ils constituent la commune de Bouakkache (avec le reste du douar) par arrêté du 8 novembre 1956.

## Économie
Il existe encore aujourd'hui, en 2010, dans le village un artisanat traditionnel consistant en la fabrication du tamis pour le couscous et la fabrication des cardes pour le tissage des tapis de la laine.
Le nom du village est associé à un type de burnous (habit traditionnel d'homme) appelé Avernous Azaknoun qui arrive jusqu'au genou et qui permet une marche plus aisée. Il y a aussi une tradition de commerce ambulant, vente d'objets et fabrication de tamis pratiqué par les hommes de Zaknoun à travers tous les villages de la Kabylie.

## Patrimoine
Il y a à Zaknoune, une Zaouïa, la seule de la daïra de Ouacifs, dont le Saint patron est Cheikh Arezki Nath Ouandlous. Il y a aussi la Zaouia d'Ait Sidi Athmane qui a propulsé de nombreux récitants de coran et ouvert la voie à de célèbres ulémas
Zaknoune a vu naitre quelques artistes entre autres: Atmani,el hassnaoui amctuh,Ait kadi